# Placówka Straży Granicznej w Kryłowie
Placówka Straży Granicznej w Kryłowie – graniczna jednostka organizacyjna Straży Granicznej realizująca zadania w ochronie granicy państwowej z Ukrainą.

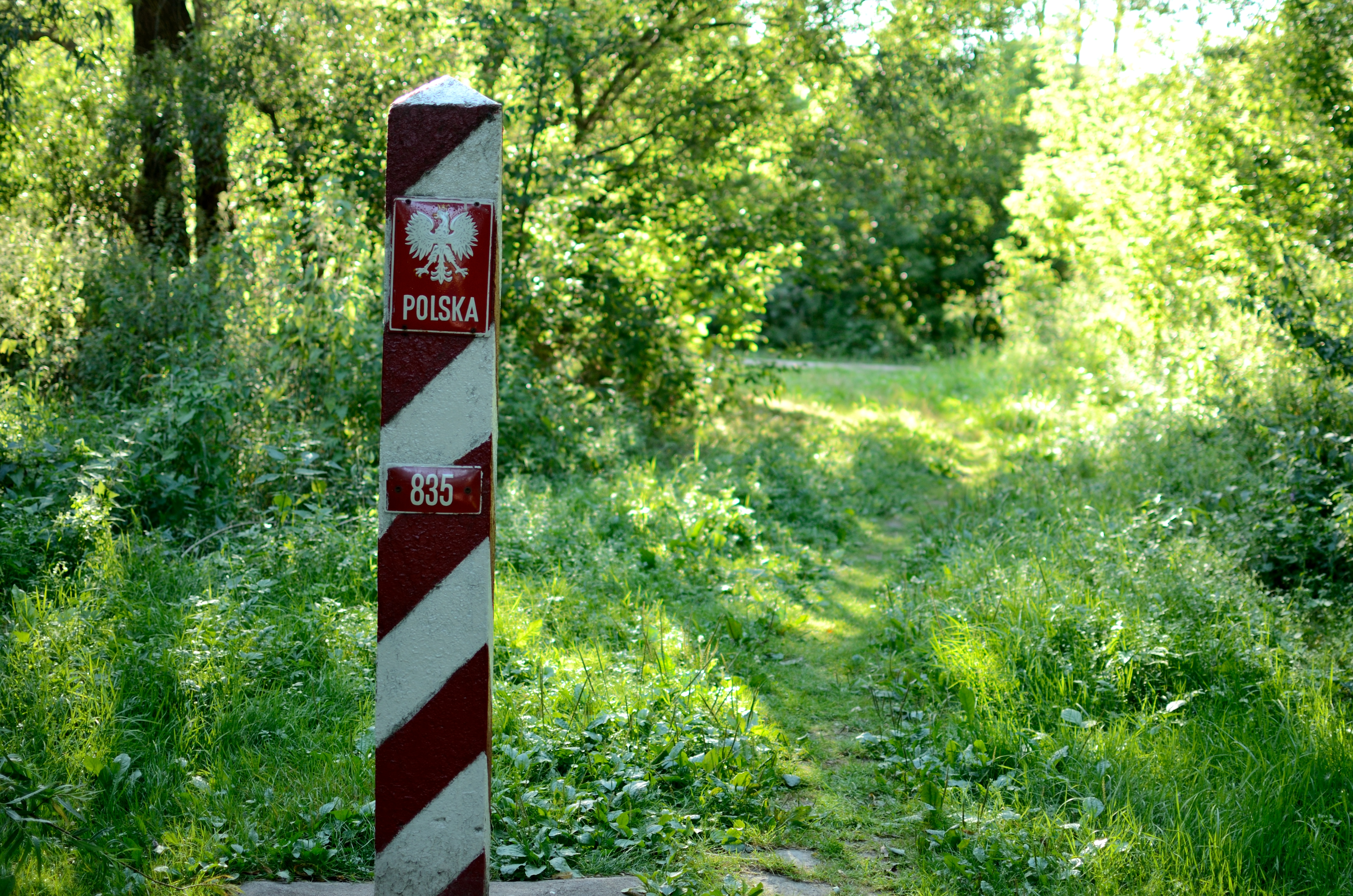
Granica polsko-ukraińska, polski znak gran. nr 835 w Kryłowie (lipiec 2014)

## Formowanie i zmiany organizacyjne
Placówka Straży Granicznej w Kryłowie (PSG w Kryłowie) z siedzibą w Kryłowie, została powołana 24 sierpnia 2005 roku Ustawą z 22 kwietnia 2005 roku O zmianie ustawy o Straży Granicznej..., w strukturach Nadbużańskiego Oddziału Straży Granicznej w Chełmie z przemianowania dotychczas funkcjonującej Strażnicy Straży Granicznej w Kryłowie (Strażnica SG w Kryłowie). Znacznie rozszerzono także uprawnienia komendantów, m.in. w zakresie działań podejmowanych wobec cudzoziemców przebywających na terytorium RP.
Z końcem 2005 roku odeszli ze służby ostatni funkcjonariusze służby kandydackiej. Było to możliwe dzięki intensywnie realizowanemu programowi uzawodowienia, w ramach którego w latach 2001–2006 przyjęto do NOSG 1280 funkcjonariuszy służby przygotowawczej.
31 grudnia 2010 roku w placówce służbę pełniło 39 funkcjonariuszy.
Placówka SG w Kryłowie aktywnie współpracuje z III Drużyną Harcerskiej Służby Granicznej w Kryłowie.

## Ochrona granicy
Placówka SG w Kryłowie przy ochronie granicy państwowej współpracuje z Policją poprzez wspomaganie się i uzupełnianie, prowadzenie wspólnych patroli, a także samodzielnie. Wspólne działania w terenie mają zazwyczaj charakter prewencyjny. Ponadto współdziała z Urzędem Celnym, poprzez kontrolowanie i wyłapywanie towarów bez znaków polskiej akcyzy.
W ramach Systemu Wież Obserwacyjnych Straży Granicznej (SWO SG), 16 grudnia 2009 roku na odcinku placówki została oddana do użytku wieża obserwacyjna SWO do ochrony powierzonego odcinka granicy państwowej.
W lutym 2019 roku placówka otrzymała na wyposażenie do ochrony granicy specjalistyczny pojazd obserwacyjny tzw. PJN.

### Terytorialny zasięg działania
PSG w Kryłowie ochrania częściowo odcinek granicy rzecznej z Ukrainą przebiegającą środkiem koryta rzeki granicznej Bug, od miejsca gdzie rzeka Bug wpływa na teren Polski.
Stan z 1 września 2021
- Od znaku granicznego nr 820 do znaku granicznego nr 853.
- Linia rozgraniczenia z:

1. Placówką Straży Granicznej w Hrubieszowie: włącznie znak graniczny nr 853, wyłącznie Wołynka, Cichobórz, wyłącznie Mieniany, Masłomęcz, granicą gmin Hrubieszów i Werbkowice, wzdłuż linii kolejowej Hrubieszów – Zamość do granicy gminy Werbkowice i Miączyn, dalej granicą gmin Werbkowice i Miączyn.
2. Placówką Straży Granicznej w Dołhobyczowie: wyłącznie znak graniczny nr 820, Gołębie, granicą gmin Mircze i Dołhobyczów, Smoligów, Łasków, Marysin, Borsuk, Miętkie, Miętkie-Kolonia, dalej granicą gmin Werbkowice i Mircze, Werbkowice i Tyszowce.

Stan z 30 grudnia 2014
Obszar służbowej działalności placówki SG położony jest na terenie powiatu hrubieszowskiego, obejmuje w części gminy Dołhobyczów, Hrubieszów, Werbkowice oraz Mircze.
Stan z 1 sierpnia 2011
Długość ochranianego odcinka granicy państwowej wynosiła 27 820 m przebiegającej częściowo środkiem koryta rzeki Bug. Obszar służbowej odpowiedzialności położony był na terenie powiatu hrubieszowskiego i obejmował w części gminy Dołhobyczów, Hrubieszów, Werbkowice oraz Mircze:
- Od znaku granicznego nr 820 do znaku granicznego nr 853.
- Linia rozgraniczenia z:

1. Placówką Straży Granicznej w Hrubieszowie: włącznie znak graniczny nr 853, wyłącznie Wołynka, Cichobórz, wyłącznie Mieniany, Masłomęcz, granicą gmin Hrubieszów oraz Werbkowice i dalej wzdłuż linii kolejowej Hrubieszów – Zamość.
2. Placówką Straży Granicznej w Dołhobyczowie: wyłącznie znak graniczny nr 820, Gołębie, granicą gmin Mircze oraz Dołhobyczów, Smoligów, Łasków, Marysin, Borsuk, Mietkie, Bagno Switulicha, Lipowiec.

## Placówki sąsiednie
- Placówka SG w Hrubieszowie ⇔ Placówka SG w Dołhobyczowie – 01.08.2011[11]
- Placówka SG w Hrubieszowie ⇔ Placówka SG w Dołhobyczowie – 01.09.2021[10].

## Komendanci placówki
- mjr SG Marek Wrona (był 13.12.2011)[4]
- kpt. SG/mjr SG Dariusz Pedo (był w 2015[12]–nadal[1]).